# Мемоари (Прота Матеја Ненадовић)
Мемоари су мемоарски списи Проте Матеје Ненадовића. Представљају један од најзначајнијих историјских извора из периода Првог српског устанка, будући да је њихов аутор био устанички дипломата и први председник Правитељствујушчег совјета сербског.

## Опис
Прво издање Мемоара Проте Матеје Ненадовића је објављено 1867. године у Београду, а приређивач је био Љубомир Ненадовић, син Проте Матеје.
Прота Матеја у својим сећањима описује значајне догађаје из историје српског народа с краја 18. и почетка 19. века, међу којима су Сечу кнезова и погибију свог оца кнеза Алексе Ненадовића, затим своју мисију у Руску империју ради придобијања симпатија и помоћи за Први српски устанак, времену војевања, као и емиграције по пропасти устанка 1813. године.

## Издања
Након првог издања из 1867. године, уследило је ново штампање Мемоара 1893. године у издању Српске књижевне задруге. Касније се појавило неколико десетина издања, током 1927, 1947, 1951, 1954, 1957, 1966, 1969, 1974, 1984, 2001, 2003, 2005, 2009. и 2017. године.